# Fardella
Fardella är en ort och kommun i provinsen Potenza i regionen Basilicata i Italien. Kommunen hade 631 invånare (2017).